# 巴塘报春
巴塘报春（学名：Primula bathangensis）为报春花科报春花属下的一个种。

## 扩展阅读
- 維基物種上的相關：巴塘报春